# الصنابرة
الصنابرة هو موقع أثري على الشاطئ الجنوبي لبحيرة طبريا. يقع الموقع القديم على نتوء من التلال التي تغلق الطرف الجنوبي لبحيرة طبريا، بجواره إلى الجنوب التل المعروف بخربة الكرك، وهو أحد أكبر التلال في بلاد الشام، حيث يمتد على مساحة تزيد عن 50 فدانًا. وعُرفت الصنابرة في العصور الكلاسيكية القديمة.

## التاريخ
كانت المدينة أو القرية مأهولة بالسكان في العصور الهلنستية والرومانية البيزنطية والفتوحات الإسلامية، وكان يوجد فيها قصر أو بمثابة منتجع شتوي للخلفاء في العصر الأموي فلسطين (توضيح) (650-704 م).
لعقود من الزمن، عرف قصر الصنابرة على أنه كنيس من العصر البيزنطي (حوالي 330-620 م) بسبب قاعدة عمود محفور عليها شمعدان ذو سبعة فروع. لكن شكك في هذه الاعتقادات روني رايش في عام 1993. واقترح دونالد ويتكومب أن المجمع هو قصر الصنابرة في عام 2002، وأظهرت الحفريات التي أجريت في عام 2010 صحة تحليله. وشيد القصر في القرن السابع على يد معاوية بن أبي سفيان وعبد الملك بن مروان، الذي أمر أيضًا ببناء قبة الصخرة في البلدة القديمة بالقدس، ويرجح الباحثون يحتمل أنه يمثل أقدم قصر أموي.

## اسم
التسمية قادمة من "الصَنْبَرْ" وهو بمعنى الدقيق أو الرقيق من كل شيء، وجمعه "صنابر".

## موقع
وصفه ياقوت الحموي (1179–1229) انه موقع مقابل العقبة على بعد 3 ميل (4.8 كـم) من طبريا. ووصفه يوسيفوس، المؤرخ اليهودي في القرن الأول، بأنه أقصى نقطة في شمال غور الأردن، ووضعها على بعد حوالي 30 ستاديون جنوب طبريا.

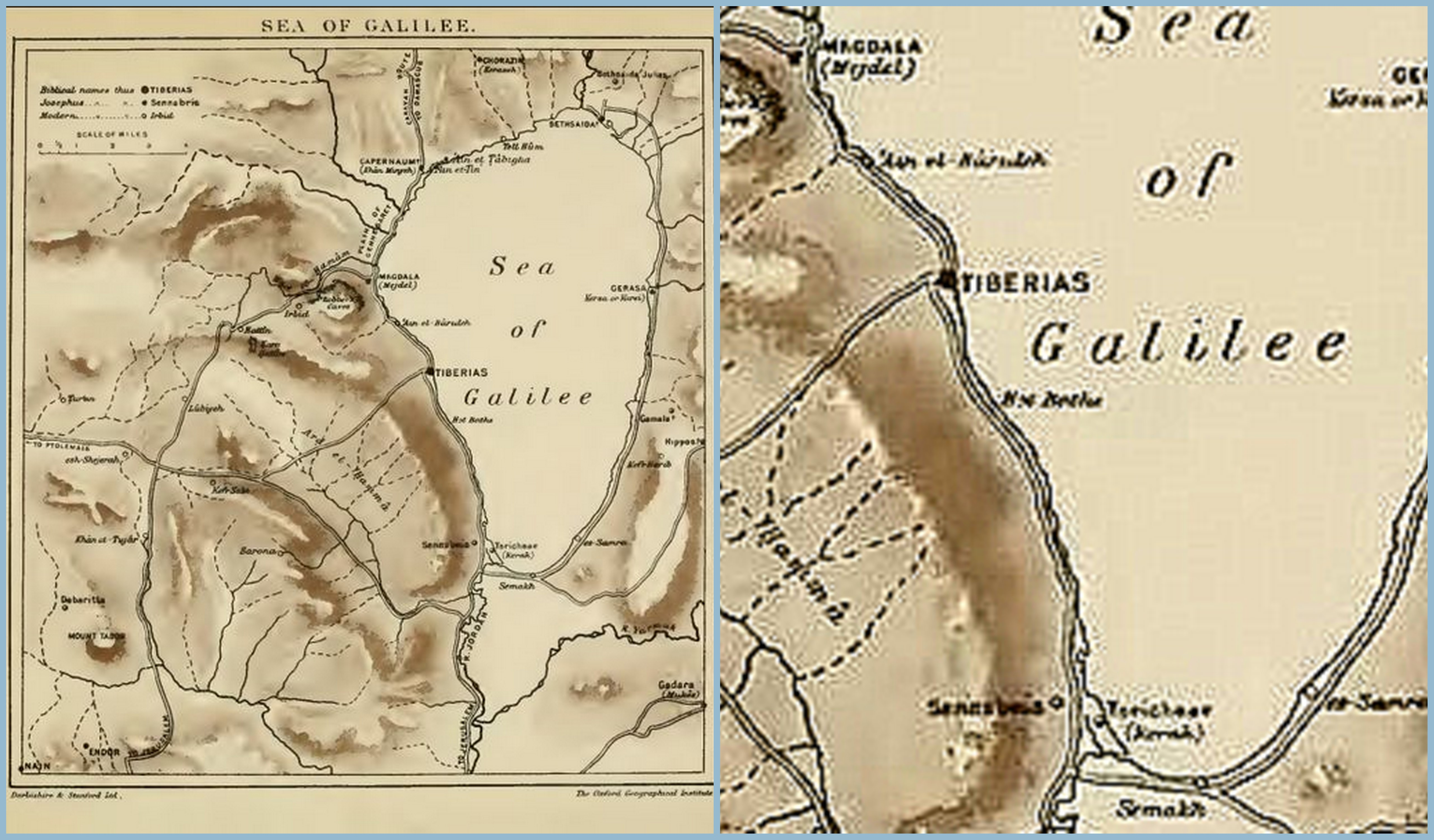
موقع المدينة على خريطة عام 1903